# Оксалова киселина
Оксаловата (1,2-етандиова) киселина е органично химично съединение с формула Н2С2О4.
Кристализира от водни разтвори под формата на големи безцветни призматични кристали, които съдържат две молекули вода. Разтваря се във вода и етанол, слабо в етер. Хидратът се топи при 101 °C, а безводната киселина – при 189 °C; сублимира при 157 °C. При загряване с глицерин образува мравчена киселина. Среща се в свободно състояние в листата на цвеклото, лапада и карамболато, а като калиев хидрогеноксалат – в киселеца и ревена. Калиевият и амониевият оксалат са разтворими във вода, а калциевият е неразтворим. Оксаловата киселина се получава в промишлеността чрез загряване на безводна натриева основа и въглероден оксид в автоклав при 160 – 200 °C и 0,8 – 1 MPa. Образува се натриев оксалат. Оксаловата киселина се освобождава лесно след това при реакция със сярна киселина.
Използва се за почистване на метали и като междинен продукт при химични синтези. Поради избелващото си действие се използва в текстилната и кожухарската промишленост. В бита намира приложение за почистване на петна от ръжда или кръв върху бели тъкани (за предпочитане памучни). Оксаловата киселина се използва за борба с вароатозата по пчелите. Името ѝ произлиза от дървесния род Oxalis, откъдето първоначално е добивана.
Оксаловата киселина не е полезна за организма, защото намалява калция в него, като образува калциеви съединения, неразтворими във вода. Това води до появата на камъни в бъбреците.
Смъртоносната доза при хора е 600 mg/kg, приета през устата.